# Dysschema panamensis
Dysschema panamensis är en fjärilsart som beskrevs av Erich Martin Hering 1925. Dysschema panamensis ingår i släktet Dysschema och familjen björnspinnare. Inga underarter finns listade i Catalogue of Life.